# Батальон МВД «Артёмовск»
«Артёмовск» (укр. Артемівськ) — батальон патрульной службы милиции особого назначения, созданный в мае 2014 года на территории Днепропетровской области в структуре областного управления внутренних дел.

## История
При создании подразделения рассматривался вариант включения его в состав батальона «Днепр-1».
В начале мая 2014 года командиром батальона «Артёмовск» был назначен Константин Матейченко, который также занял должность председателя Краснолиманской районной госадминистрации Донецкой области.
По утверждению министра внутренних дел Украины Арсена Авакова по состоянию на 5 июня 2014 года личный состав батальона был укомплектован исключительно жителями Донецкой области.
После взятия под контроль Красного Лимана батальон «Артёмовск» совместно со сводным отрядом милиции начал патрулирование улиц и несение службы в городе. 1 июля 2014 года батальон вместе с подразделениями Национальной гвардии принимал участие во взятии под контроль села Закотного Краснолиманского района Донецкой области и начал установление блокпостов на подступах к Артёмовскому району Донецкой области.
5 октября 2015 года указом МВД Украины батальон патрульной службы милиции «Артёмовск» и рота «Туман» расформированы. Из лучших их бойцов, большинство из которых прошли такие горячие точки, как Дебальцево, создано новое отдельное подразделение быстрого реагирования на экстренные ситуации. Задачи — участие в спецоперациях, подавление массовых беспорядков, реагирование на смену оперативной обстановки.